# Belton (Texas)
Pour les articles homonymes, voir Belton.
La ville de Belton est le siège du comté de Bell, dans l’État du Texas, aux États-Unis. Elle comptait 18 216 habitants lors du recensement de 2010.

## Histoire
Belton a été établie en 1850 sous le nom de Nolanville avant de choisir le nom actuel l’année suivante. 

## Démographie
| Groupe            | Belton | Texas | États-Unis |
| ----------------- | ------ | ----- | ---------- |
| Blancs            | 74,5   | 70,4  | 72,4       |
| Autres            | 11,8   | 10,5  | 6,2        |
| Afro-Américains   | 8,1    | 11,9  | 12,6       |
| Métis             | 3,0    | 2,7   | 2,9        |
| Asiatiques        | 1,6    | 3,8   | 4,8        |
| Amérindiens       | 0,9    | 0,7   | 0,9        |
| Océaniens         | 0,2    | 0,1   | 0,2        |
| Total             | 100    | 100   | 100        |
|                   |        |       |            |
| Latino-Américains | 29,1   | 37,6  | 16,7       |

Selon l'American Community Survey, pour la période 2011-2015, 77,78 % de la population âgée de plus de 5 ans déclare parler l'anglais à la maison, 20,95 % l'espagnol et 1,28 % une autre langue.
Le revenu par habitant était en moyenne de 23 141 dollars par an entre 2012 et 2016, en dessous de la moyenne du Texas (27 828 dollars), et de la moyenne nationale (29 829 dollars). Sur cette même période, 17,3 % des habitants de Belton vivaient sous le seuil de pauvreté (contre 15,6 % dans l'État et 12,7 % à l'échelle des États-Unis).

## Personnalité liée à la ville
Le général Walton Walker est né à Belton en 1889.

## Source
- (en) Cet article est partiellement ou en totalité issu de l’article de Wikipédia en anglais intitulé « Belton, Texas » (voir la liste des auteurs).

1. ↑  (en) « Belton, TX Population - Census 2010 and 2000 », sur censusviewer.com.
2. ↑  (en) « Population of Texas - Census 2010 and 2000 », sur censusviewer.com.
3. ↑  (en) « Language spoken at home by ability to speak English for the population 5 years and over », sur factfinder.census.gov.
4. ↑  (en-US) « U.S. Census Bureau QuickFacts: Belton city, Texas; Texas; UNITED STATES », sur Census Bureau QuickFacts (consulté le 8 mai 2018).